# Eumelea aureliata
Eumelea aureliata là một loài bướm đêm trong họ Geometridae.